# Destroyer (carabina)
A Destroyer é uma carabina de ação por ferrolho geralmente com câmara para o cartucho 9×23mm Largo. Foi usada pela polícia e pelos serviços penitenciários espanhóis, incluindo a Guardia Civil, de meados da década de 1930 até o final da década de 1960, substituindo o rifle El Tigre. Continuou a tradição, iniciada na década de 1890, de fornecer às unidades policiais uma carabina curta, prática e de repetição, em calibre de munição de pistola.

## Projeto

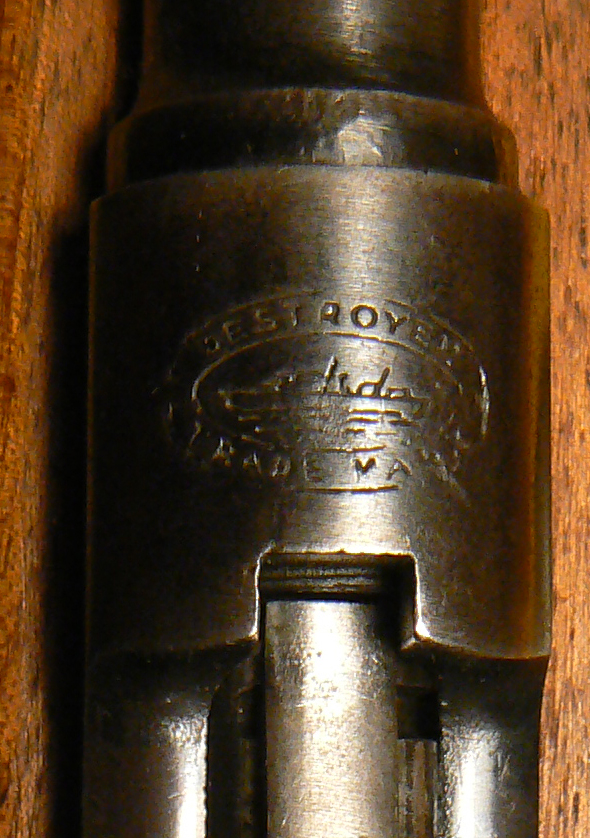
Marcações em uma carabina Destroyer

É essencialmente um fuzil Mauser Modelo 1893 em escala reduzida com duas alças de travamento montadas na parte traseira e uma trava de segurança de duas posições estilo Mauser. A Destroyer disparava a mesma munição da arma policial padrão, mas usava um carregador monofilar de 6 tiros. O cano mais longo da carabina resultava em maior velocidade, precisão e alcance da boca do cano.
A Destroyer foi inicialmente fabricada em Eibar, Espanha, pela Gaztanaga y Compania, depois pela Ayra Duria S.A. e possivelmente outras, com algumas pequenas melhorias feitas ao longo do tempo.
A carabina é mais precisa do que uma pistola autocarregável de serviço, não por causa do comprimento do cano, mas principalmente devido à falta de peças móveis e à plataforma de tiro estável oferecida por uma arma com coronha robusta. Devido ao cano mais longo, a velocidade de saída era geralmente 60 m/s-90 m/s maior do que a alcançada pelas pistolas. A melhor mira e o maior raio de visão também são críticos para permitir ao usuário atingir alvos a distâncias maiores.
Embora não esteja mais em serviço governamental, a Destroyer é valorizada como item de colecionador devido à sua raridade comparativa, além de ser uma carabina alvo desejável devido às características de tiro favoráveis, como recuo mínimo e munição relativamente barata.
Embora todos os cartuchos de pistola calibre 9 mm sem aro consigam alimentar uma Carabina Destroyer e, consequentemente, disparem, é extremamente inseguro usar munição diferente da 9x23mm Largo devido aos perigos de pressão excessiva. Algumas carabinas Destroyer experimentais de produção tardia foram produzidas em outros calibres, como .38 Auto ou 9 mm Para, e são ainda mais procuradas.